# Chó sục Cairn
Chó sục Cairn là một trong những giống chó săn lâu đời nhất, có nguồn gốc ở Cao nguyên Scotland và được công nhận là một trong những giống chó lao động sớm nhất của Scotland. Loài này được đặt tên là Cairn, bởi vì chức năng của giống này là săn bắt và săn đuổi con mồi giữa các ụ đá ở vùng cao nguyên Scotland.
Mặc dù giống chó này đã tồn tại từ lâu, cái tên 'Chó sục Cairn' là một gợi ý thỏa hiệp sau khi giống này ban đầu được mang đến các buổi biểu diễn chính thức tại Vương quốc Anh vào năm 1909 dưới tên gọi chó săn lông ngắn Skye. Cái tên này không thể chấp nhận được với Câu lạc bộ Chăm sóc Chó do sự phản đối của các nhà lai tạo nên giống chó sục Skye và cái tên 'Chó sục Cairn' được đề xuất như một cái tên thay thế.

## Lịch sử
Chó sục Cairn có nguồn gốc ở Cao Nguyên Scotland và Isle of Skye, ban đầu được gom vào nhóm "Chó sục Skye" cùng với những giống chó khác như giống chó sục Scotland và Chó sục trắng Tây Nguyên Scotland. Vào đầu những năm 1900, ba giống chó này bắt đầu trở thành các giống riêng biệt.
Câu lạc bộ Chăm sóc Chó của Vương quốc Anh đã công nhận trạng thái đặc biệt của giống chó sục Cairn vào năm 1912; va trong năm đầu tiên được công nhận, 134 cá thể chó sục Cairn đã được đăng ký và cũng ngay trong năm đó, giống này cũng đã được chứng nhận trạng thái giống chó "vô địch".